# Cordulegaster heros
Cordulegaster heros là loài chuồn chuồn trong họ Cordulegastridae. Loài này được Theischinger mô tả khoa học đầu tiên năm 1979.

## Hình ảnh

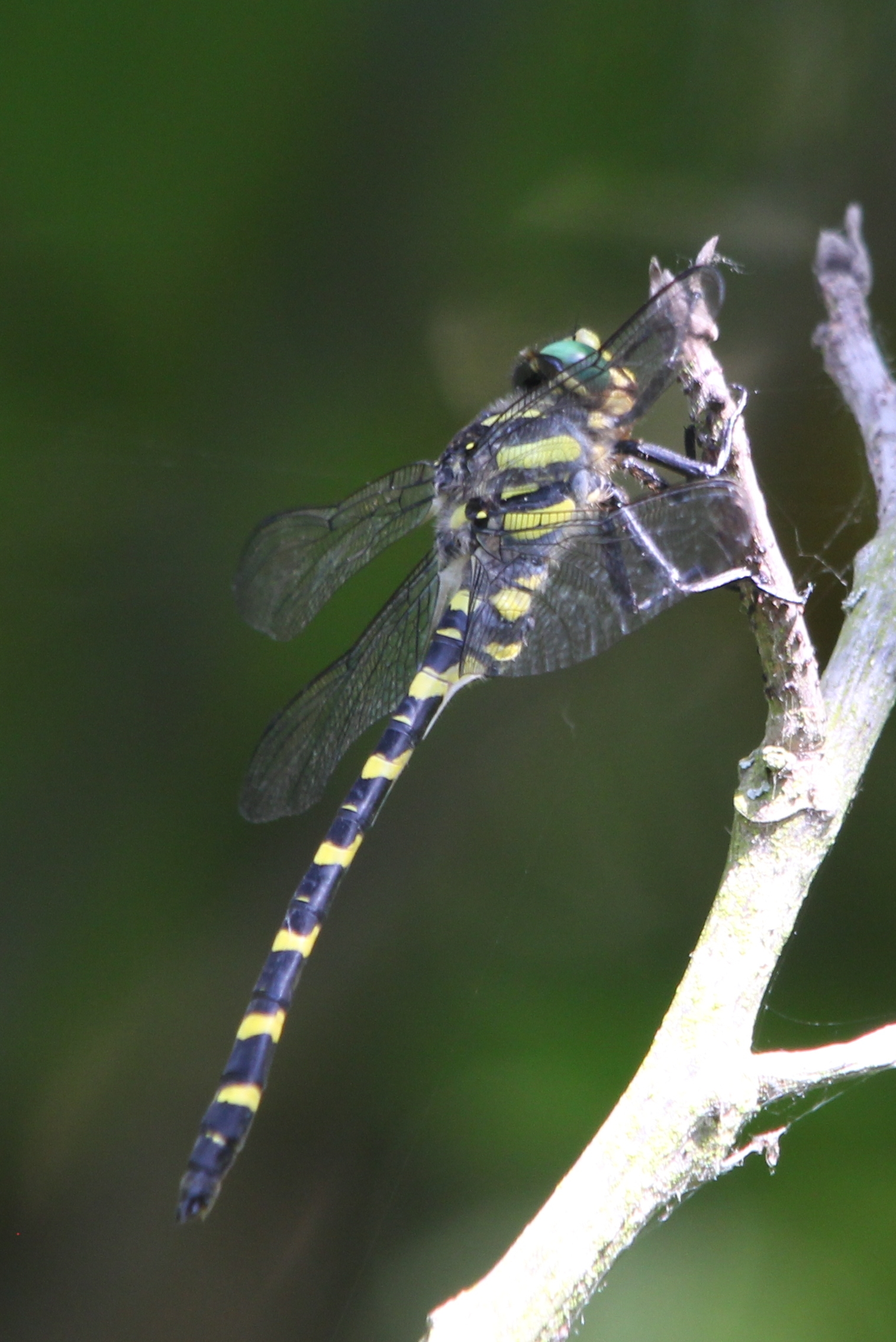